# درة اشكفت عليخون (كوشك)
درة اشكفت عليخون (بالفارسية: دره اشکفت علی‌خون) هي منطقة سكنية تقع في إيران في قسم كوشك الريفي.